# 哈頓廳
哈頓廳（英語：Haddon Hall）是一座位於英國英格蘭德比郡貝克威爾威河附近的英格蘭鄉村別墅。這座建築是愛德華·曼納斯勳爵（現任公爵的兄弟）及其家人的住宅。這座建築的結構屬於中世紀莊園，被稱為是「（修建時期）最完整和最有趣的建築」。最初的建築修建於11世紀，並在13世紀和17世紀進行了擴建，後採都鐸風格改建。

## 歷史

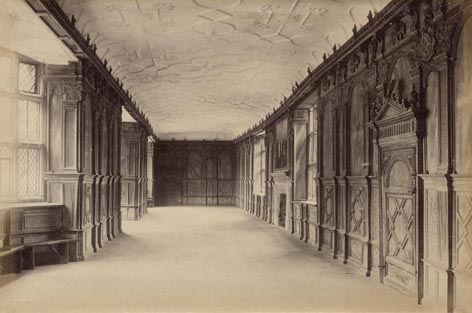
哈頓廳的長廊，1890年

哈頓廳的歷史可以追溯至11世紀，威廉·佩弗雷爾在1087年時擁有這座莊園。雖然哈頓莊園並非城堡，但在1194年獲得許可後，哈頓莊園由一面圍牆保護。1153年，哈頓廳被國王沒收，並在後來移交給佩弗雷爾的租戶之一阿弗內爾家族。1170年，理查德·德·弗農爵士（Sir Richard de Vernon）在和阿維斯·阿弗內爾（Avice Avenell，威廉·阿弗內爾之女）結婚後獲得了這座莊園。弗農修建了哈頓廳的大部分建築（除了之前已存在的佩弗雷爾塔和禮拜堂的部分建築，以及修建於16世紀的長廊）。理查德的兒子威廉·弗農爵士曾擔任蘭開夏郡高級警長和柴郡首席法官。弗農家族之後的著名成員包括曾任下議院議長的理查德·弗農。理查德·弗農的曾孫亨利·弗農重建了哈頓廳。
喬治·弗農有兩個女兒，瑪格麗特和多蘿西。據傳多蘿西曾和第一任拉特蘭伯爵托馬斯·曼納斯的次子約翰·曼納斯（John Manners）在哈頓廳私奔並結婚。如果這是史實，則二人在後來很快就和喬治·弗農和解（因二人在兩年後繼承了莊園）。
哈頓廳現在仍是曼納斯家族的財產。1951年，該建築被列入I級登錄建築。莊園和花園在1984年分別被列入英格蘭具特別歷史意義公園和花園。

## 在文學和藝術作品
哈頓廳出現在眾多文學和藝術作品中，且這些作品均描繪了多蘿西·弗農和約翰·曼納斯的私奔故事。1902年，美國作家查爾斯·梅傑創作了一本名為《哈頓廳的多蘿西·弗農》的小說，並成為暢銷書。這本小說在翌年被美國劇作家保羅·科斯特（Paul Kester）改編為同名百老匯戲劇。1906年，這部戲劇在倫敦上演。1924年電影《哈頓廳的多蘿西·弗農》由瑪麗·畢克馥主演。

## 在電影和電視
哈頓廳是2006年BBC電視劇《珍·愛》的拍攝地點，並且也是2017年BBC電視劇《火藥》的拍攝地點。2015年，英國第四台節目《Time Crashers》第一集亦在哈頓廳拍攝。

## 延伸閱讀
- Rayner, Samuel. The History and Antiquities of Haddon Hall （页面存档备份，存于） (1836)
- Smith, G. Le Blanc.  Haddon, the Manor, the Hall, Its Lords and Traditions （页面存档备份，存于） (1906).

## 外部連結
- Haddon Hall official website （页面存档备份，存于）
- Haddon Hall historical and literary website （页面存档备份，存于）
- Images of England — Haddon Hall （页面存档备份，存于）
- Detailed description of the hall and some of its history
- Information about the Hall （页面存档备份，存于）
- British Tours — QuickTime VR Panorama of Haddon Hall
- Films and TV productions that have used Haddon Hall as a location at The Internet Movie Database
- 百老匯網路資料庫（IDBD）上《Dorothy Vernon of Haddon Hall》的资料（英文）